# Nicklas Nielsen
Nicklas Ganshorn Nielsen (født 6. februar 1997 i Hørning) er en dansk racerkører, der er fabrikskører for Ferrari GT. Sammen med italienske Antonio Fuoco og spanske Miguel Molina vandt han hypercar-klassen (den mest prestigefulde) klasse af Le Mans-løbet 2024, som den første dansker siden Tom Kristensen i 2013.

## Resultater

### Resultater ved 24 timers løbetLe Mans
| År   | Hold             | Co-Drivers                        | Bil                 | Klasse   | Omgange | Pos. | Klasse Pos. |
| ---- | ---------------- | --------------------------------- | ------------------- | -------- | ------- | ---- | ----------- |
| 2020 | AF Corse         | François Perrodo Emmanuel Collard | Ferrari 488 GTE Evo | GTE Am   | 339     | 26   | 3           |
| 2021 | AF Corse         | François Perrodo Alessio Rovera   | Ferrari 488 GTE Evo | GTE Am   | 340     | 25   | 1           |
| 2022 | AF Corse         | François Perrodo Alessio Rovera   | Oreca 07-Gibson     | LMP2     | 361     | 24   | 19          |
| 2023 | Ferrari AF Corse | Antonio Fuoco Miguel Molina       | Ferrari 499P        | Hypercar | 337     | 5    | 5           |
| 2024 | Ferrari AF Corse | Antonio Fuoco Miguel Molina       | Ferrari 499P        | Hypercar | 311     | 1    | 1           |